# Costa Valle Imagna
Costa Valle Imagna település Olaszországban, Lombardia régióban, Bergamo megyében. Lakosainak száma 557 fő (2023. január 1.). Costa Valle Imagna Bedulita, Roncola, Sant'Omobono Terme, Carenno és Torre de’ Busi községekkel határos.

## Népesség
A település lakossága az elmúlt években az alábbi módon változott:
| Lakosok száma | 594  | 587  | 557  |
|               | 2017 | 2018 | 2023 |